# Sir Patrick Spens
Sir Patrick Spens ist eine englischsprachige Ballade schottischen Ursprungs. Sie gehört zu den bekanntesten Balladen aus der unter der Bezeichnung Child Ballads bekannt gewordenen Sammlung von Francis James Child und trägt in dieser die Nummer 58.

## Handlung und Versionen
Alle Versionen der Ballade folgen dem gleichen Grundmuster: Der König von Schottland hält sich in Dunfermline auf und sucht nach einem guten Seefahrer für einen wichtigen Auftrag. Ein Höfling nennt den Namen von Sir Patrick Spens als „the best sailor“, der in der Folge einen Brief des Königs erhält. Sir Patrick fühlt sich vom königlichen Auftrag geehrt, ist aber bestürzt, mitten im Winter zur See fahren zu müssen und fürchtet, dass es sich um seine letzte Reise handeln könnte.
An diesem Punkt weichen die Versionen voneinander ab. In einigen sinkt das Schiff bereits nach dem Aufbruch von Sir Patrick und die Ballade endet an dieser Stelle. Häufig jedoch erreicht Sir Patrick Norwegen, wo sich ein Zwist zwischen den norwegischen Adligen und den Schotten entzündet, denen die Norweger vorwerfen, ihrem König zur Last zu fallen. Empört reisen die Schotten am nächsten Tag ab. Manche Versionen berichten von einem bösen Omen des Mondes im Neulicht („Late late yestreen I saw the new moone, Wi the auld moone in hir arme“). Das Schiff gerät in einen Wintersturm und sinkt mit Sir Patrick Spens und schottischen Edelleuten. In einigen Versionen wird der Zweck der Reise genannt: eine Königstochter soll entweder von Schottland nach Norwegen oder von Norwegen nach Schottland gebracht werden. Neben einer abweichenden Schreibweise Spence existieren auch Versionen, in denen der Seefahrer Sir Andrew Wood (Version D bei Child) oder Earl Patrick Graham (Version P) genannt wird.

## Historischer Hintergrund

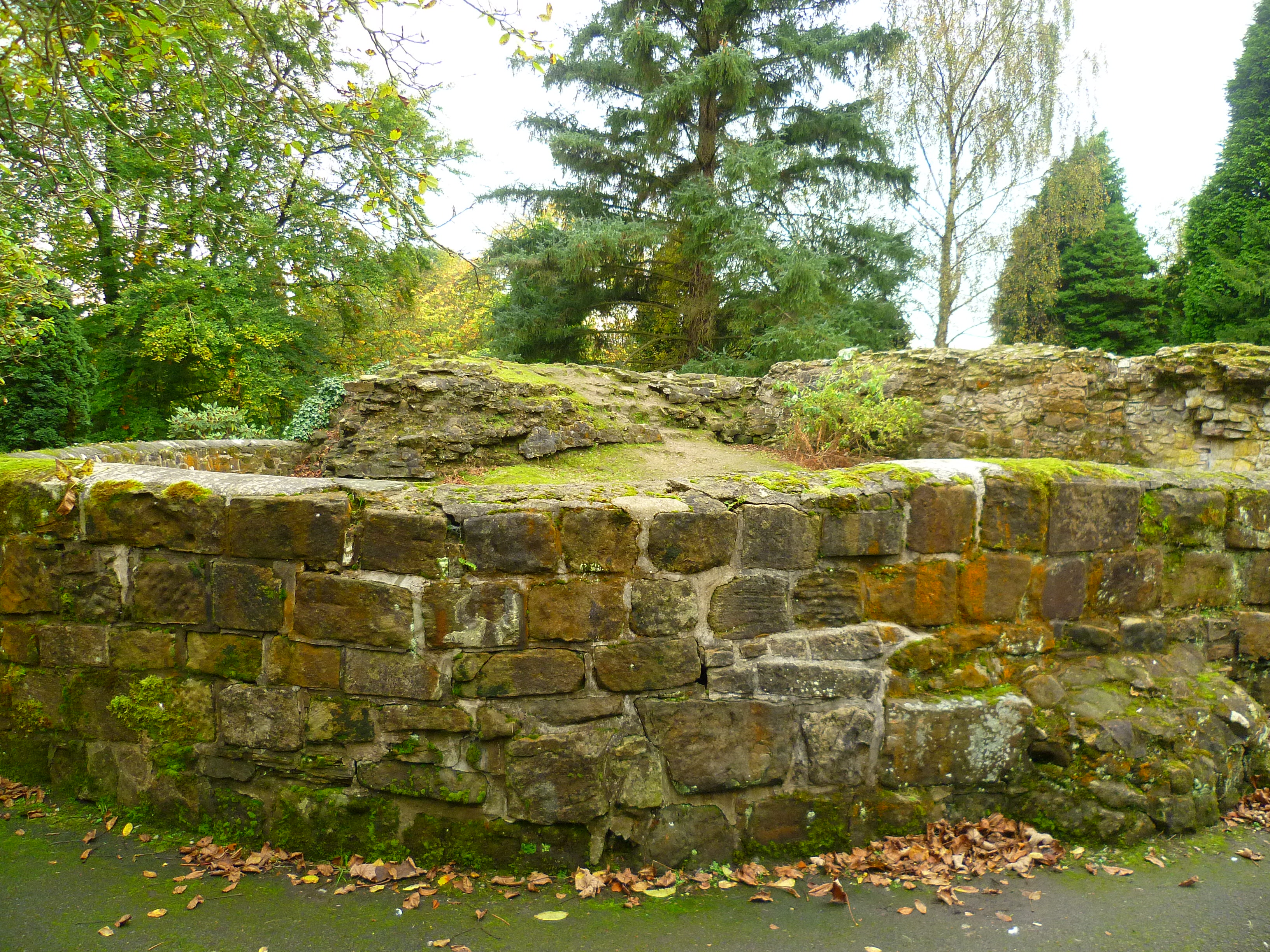
Ruinen von „Malcolm's Tower“, einem früheren Königssitz in Dunfermline

Thomas Finlayson Henderson vermutet in seiner Ausgabe von Walter Scotts Minstrelsy of the Scottish border (1902), dass der historische Hintergrund der Ballade in einem Ereignis aus dem Jahre 1589 zu suchen sein könnte, als der schottische König Jakob VI. in stürmischem Wetter mit seinem Botschafter Sir Patrick Vans nach Norwegen fuhr, um Anna von Dänemark nach Schottland zu holen, die in Dänemark per Stellvertreter mit ihm verheiratet worden war. Anna hielt sich in Norwegen auf, an dessen Küste sie auf ihrer Reise nach Schottland durch das ungünstige Wetter gezwungen worden war. Zwar verlief Jakobs Reise erfolgreich, jedoch könnte die Ballade von Katastrophengerüchten in diesem Zusammenhang angeregt worden sein. In dieser Vermutung sah Henderson sich durch die „Unbestimmtheit“ früher Versionen bestätigt.
Walter Scott selbst hatte der Ballade ein höheres Alter zugesprochen und ihren Ursprung in der Heimkehr von Königin Margarete („Jungfrau von Norwegen“) aus Norwegen nach Schottland vermutet, die im Jahre 1290 auf der Überfahrt starb – jedoch an einer Erkrankung. Scott wies darauf hin, dass sich die schottischen Könige vor Robert I. sehr oft in Dunfermline aufhielten, was zum Beginn der Ballade „The king sits in Dumferling toune“ passen würde. An Scott anknüpfend stellte der schottische Dichter und Historiker William Motherwell die Theorie auf, dass es sich bei der Königstochter in der Ballade nicht um die „Jungfrau von Norwegen“, sondern um ihre Mutter Margrete Aleksandersdotter handle, die 1282 von Schottland nach Norwegen reiste, um König Erik II. zu heiraten, und die Ballade somit auf dem Schiffbruch der heimreisenden Botschafter, die Margrete nach Norwegen begleitet hatten, basiere.
Ein historischer Patrick Spens ist nicht überliefert. Der schottische Dichter William Edmonstoune Aytoun gab in seiner 1858 erschienenen Sammlung schottischer Balladen, in der Sir Patrick Spens an erster Stelle steht, jedoch an, dass auf der orkadischen Insel Papa Stronsay ein großes Grab „seit unvordenklicher Zeit“ als „Grab von Sir Patrick Spens“ überliefert sei. Aytoun nahm an, dass diese Überlieferung älter sei als die Bekanntheit der Ballade auf den Orkneys (die schottischen Balladen seien auf dieser Inselgruppe lange nicht geläufig gewesen), auch würden die Einheimischen nur gerade die Bezeichnung für das Grab kennen und hätten keine Legende zu erzählen. Daraus schloss er, dass das Grab auf Papa Stronsay ein Hinweis auf einen historischen Patrick Spens sein könnte, der auf seinem Weg von Norwegen an der Küste der Orkneys Schiffbruch erlitt.

## Nachdichtungen
Es existieren verschiedene deutsche Nachdichtungen, unter anderem von Johann Gottfried Herder (Der Schiffer in seinen Volksliedern) und Theodor Fontane. Die Nachdichtung von Herder wurde von Walter Scott als „beautiful German translation“ gelobt.
Der populäre erste Vers lautet im Original (Child Ballads Nr. 58, Version A) sowie in Herders und Fontanes Fassung:
| Child | Herder | Fontane |
| --- | --- | --- |
| THE king sits in Dumferling toune, Drinking the blude-reid wine: 'O whar will I get guid sailor, To sail this schip of mine?' | Der König sitzt in Dumferlingschloß, Er trinkt blutrothen Wein, „O wo treff ich ein'n Segler an, Dies Schiff zu segeln mein?“ | Der König sitzt in Dumferlin-Schloß, Er trinkt blutrothen Wein; „Wer ist mein bester Segler? Er muß in See hinein.“ |

## Musik
Wie viele andere Balladen aus der Sammlung von Child wurde Sir Patrick Spens seit dem „Folk-Revival“ in der Mitte des 20. Jahrhunderts von zahlreichen Solokünstlern und Bands interpretiert und auf Tonträgern veröffentlicht, darunter:
- Buffy Sainte-Marie (Album Little wheel spin and spin, 1966)
- Ewan MacColl (mehrfach)
- Fairport Convention (Album Full House, 1970)
- Nic Jones (Album Ballads and Songs, 1970)
- Jackie Leven (Album Fairytales For Hard Men, 1997)
- Martin Carthy (Album Signs of Life, 1998)
- June Tabor (Album An Echo of Hooves, 2003)